# Humans Being
Humans Being è un singolo del gruppo musicale statunitense Van Halen, pubblicato nel maggio 1996 per la colonna sonora del film Twister. È l'ultimo brano inciso dal gruppo con il cantante Sammy Hagar, prima del suo allontanamento avvenuto poche settimane dopo. È stato successivamente incluso nella raccolta Best Of - Volume I pubblicata sul finire dell'anno.

## Storia
Dopo aver appena concluso il tour in promozione al loro ultimo album Balance, nel gennaio 1996 i Van Halen ricevettero la proposta di comporre la musica per il film Twister. Il cantante Sammy Hagar era contrario a questa idea, poiché la sua nuova moglie era in procinto di partorire la loro prima bambina, e riteneva inoltre che i membri del gruppo avessero bisogno di riposo per risolvere i loro disturbi medici: Eddie van Halen dipendeva dagli antidolorifici per via di una lesione all'anca causata da necrosi avascolare, mentre il fratello Alex era costretto a portare un collarino cervicale a causa di un problema vertebrale derivante da varie lesioni nel corso degli anni. Alla fine il cantante dovette cedere alla proposta su pressione del manager della band.
Il gruppo aveva pronti due brani, Humans Being e una ballata intitolata Between Us Two. Hagar voleva registrare le sue parti vocali dalle Hawaii, dove lui e la moglie avevano organizzato un parto naturale per la loro figlia. Tuttavia la band rifiutò, obbligandolo a recarsi ai 5150 Studios di Eddie a Los Angeles insieme al resto del gruppo. Dopo tre viaggi in California, Hagar alla fine decise di trasferirsi con la moglie nella sua casa di San Francisco per tenerla vicina. Dopo le prime registrazioni di entrambe le canzoni, Hagar stava per partire per le Hawaii quando Eddie annunciò che volevano abbandonare Between Us Two e invece estendere Humans Being. Il cantante scrisse dunque due nuovi versi con il produttore Bruce Fairbairn e li registrò in circa un'ora e mezza prima di partire per il suo volo. Quando venne richiesta al gruppo una seconda traccia, i tentativi di riportare Sammy e rielaborare Between Us Two si rivelarono vani, così Alex e Eddie registrarono uno strumentale intitolato Respect the Wind.

## Tracce
CD Promo Single Warner Bros. PRO-CD-8200
1. Humans Being (Edit) – 3:41
2. Humans Being (Album Version) – 5:09

CD Maxi Warner Bros. WPCR-788
1. Humans Being (Edit) – 3:42
2. Humans Being – 5:11
3. Respect the Wind – 5:47

## Formazione
- Sammy Hagar – voce
- Eddie van Halen – chitarra, cori
- Michael Anthony – basso, cori
- Alex van Halen – batteria

## Classifiche
| Classifica (1996)             | Posizione massima |
| ----------------------------- | ----------------- |
| Canada                        | 47                |
| Stati Uniti (mainstream rock) | 1                 |